# 丁酸苄酯
丁酸苄酯（英語：benzyl butyrate）是一种有机酯类化合物，化学式C11H14O2，是存在于植物的一种香味物质，可作为食品香精使用。

## 理化性质
丁酸苄酯常温下为无色液体，具有有清淡的茉莉样香气，并带有青梅或杏子样果香味，略有桃和梨样甜味。比重为1.006～1.009，沸点240°C，闪点107℃。不溶于水、丙二醇和甘油，能与乙醇和乙醚混溶。
化学性质不稳定，遇光和空气会分解。将其加入10%氢氧化钾的乙醇溶液温水加热20分钟后香味消失，冷却加入盐酸溶液会呈现乙酸盐的反应，因此可通过该反应对其进行简单鉴别。

## 自然分布
丁酸苄酯存在于许多植物中，包括猕猴桃、针叶樱桃、香槟果、秘鲁番荔枝、黃酸棗（猪李）、芒果、澳洲坚果（Macadamia integrifolia）、甜瓜、山番木瓜、百香果、茶叶、香荚兰等可食用植物。其中黄酸枣是自然界中丁酸苄酯含量最高的物种。

## 用途与安全性
丁酸苄酯可作为香精使用，在肥皂等盥洗用品、香水以及化妆品等日化品中，可用于调制茉莉、金合欢、香叶醇、铃兰、玫瑰、百合、玫瑰等花香型香精；亦或者用于素馨系调合香料中作润香剂。在食品中可用于调制杏、桃、梨、草莓、菠萝、芒果、奶油、乳酪、甘草、浆果、覆盆子等香精。此外在塑料产业中还可作为塑化剂使用。
2008年国际香精香料协会（IFRA）估算丁酸苄酯作为香料时全球使用量为1-10公吨。
丁酸苄酯在中国大陆、美国、欧盟等地批准作为食品添加剂使用。欧盟将其列入A类物质清单（允许添加至食品）。美国FDA和FEMA将其视作公认安全物质（GRAS），并被允许添加至软饮料、冷饮、糖果、烘焙食品、布丁以及胶姆糖中。联合国粮农组织/世界卫生组织食品添加剂联合专家委员会（JECFA）提出丁酸苄酯作为调味剂使用时，在目前限定剂量内不会引起安全问题。其大鼠口服半数致死量（LD50）为2.33 g/kg，兔子皮下注射LD50>5 g/kg。

## 制备
丁酸苄酯传统工业产生方法是采用苄醇和丁酸在浓硫酸催化下进行酯化反应得到。该法存在设备腐蚀、副反应多、后 处理复杂、废液排放量大等缺点。
以氯化苄和丁醇钠为原料，在水或丁酸中于30℃下反应可生成粗制丁酸苄酯，分离出有机相后进行减压精馏精制可获得纯品。或者将氯化苄和丁酸在加压加热下反应制得。该法需在相转移催化剂进行，催化剂制备较为繁琐，易发生乳化作用使得分离难度增加。